# Elecciones municipales de 2019 en Pastrana
Las elecciones municipales de 2019 se celebraron en Pastrana el domingo 26 de mayo, de acuerdo con el Real Decreto de convocatoria de elecciones locales en España dispuesto el 1 de abril de 2019 y publicado en el Boletín Oficial del Estado el día 2 de abril. Se eligieron los 7 concejales del pleno del Ayuntamiento de Pinto, a través de un sistema proporcional (método d'Hondt), con listas cerradas y un umbral electoral del 5 %.

## Candidaturas
En abril de 2019 se publicaron 2 candidaturas, el PSOE con Luis Fernando Abril Urmente a la cabeza y el Partido Popular con  Ignacio Ranera Tarancón a la cabeza.

## Resultados
Tras las elecciones, el PSOE se proclamó ganador con 4 escaños, 2 más que en la anterior legislatura y consiguiendo así la mayoría absoluta debido a que los concejales del municipio se vieron reducidos de 9 a 7; el Partido Popular perdió 4 escaños, consiguiendo solo 3 escaños.
| Candidatura     | Candidatura                              | Votos | %                                       | Escaños                                 |
| --------------- | ---------------------------------------- | ----- | --------------------------------------- | --------------------------------------- |
|                 | Partido Socialista Obrero Español (PSOE) | 338   | 58,28                                   | 4                                       |
|                 | Partido Popular (PP)                     | 237   | 40,86                                   | 3                                       |
| Votos en blanco | Votos en blanco                          | 5     | 0,86                                    | n/a                                     |
| Votos válidos   | Votos válidos                            | 575   | 100,00                                  | 7                                       |
| Votos nulos     | Votos nulos                              | 5     | Participación: · \| \| 84,17 % \| 5,30% | Participación: · \| \| 84,17 % \| 5,30% |
| Votantes        | Votantes                                 | 585   | Participación: · \| \| 84,17 % \| 5,30% | Participación: · \| \| 84,17 % \| 5,30% |
| Electores       | Electores                                | 695   | Participación: · \| \| 84,17 % \| 5,30% | Participación: · \| \| 84,17 % \| 5,30% |
|                 | 84,17 %                                  |       |                                         |                                         |

## Concejales electos
| N.º | Nombre                                 | Lista | Lista |
| --- | -------------------------------------- | ----- | ----- |
| 1   | Luis Fernando Abril Urmente            |       | PSOE  |
| 2   | Ignacio Ranera Tarancón                |       | PP    |
| 3   | Gayle Hutton Wood                      |       | PSOE  |
| 4   | Inmaculada Concepción Taravillo Ranera |       | PP    |
| 5   | María José Gumiel Jabonero             |       | PSOE  |
| 6   | Francisco Gumiel Nuñez                 |       | PSOE  |
| 7   | Juan Nadador León                      |       | PP    |